# Opéra de Jersey

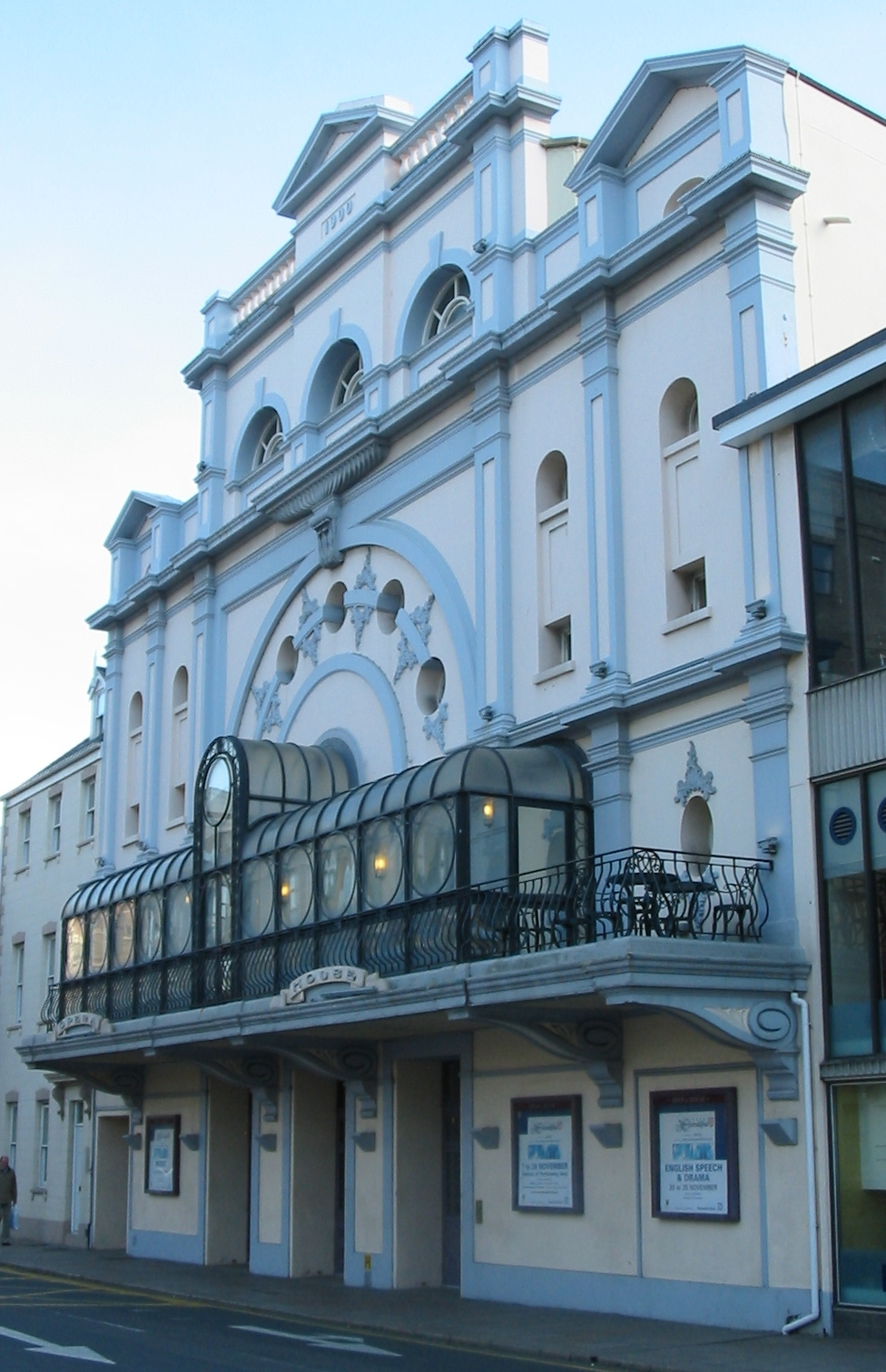
L'opéra de Jersey à Saint-Hélier.

L'Opéra de Jersey est un opéra situé dans la Vingtaine de la Ville de Saint-Hélier à Jersey.

## Histoire
Il existait autrefois un premier théâtre-opéra, le Théâtre Royal à Saint-Hélier qui brûla le 31 juillet 1863. Deux ans plus tard, le 17 avril 1865, une nouvelle salle de spectacle, le Royal Amphitheatre ouvrit, rue Gloucester, dans la Vingtaine centrale de Saint-Hélier. Revendu en 1869, il est rebaptisé Théâtre Royal, puis Théâtre Royal and Opera House. En effet, on y joue des œuvres lyriques d'opéra et de l'opéra-comique. Le 29 mars 1899 le Théâtre Royal brûla à son tour. Reconstruit en un temps record, dans un style Art nouveau, l'opéra fut rouvert le 9 juillet 1900 avec la prestation lyrique de l'actrice Lillie Langtry. Cette nouvelle salle fut en partie détruite par un nouvel incendie le 12 mai 1921. Remis en état, l'édifice devint une salle de cinéma avec le développement du cinématographe. 
Durant la Seconde Guerre mondiale, les troupes d'occupation allemandes utilisèrent le théâtre-opéra comme salle de spectacle cinématographique. Le 10 mai 1945, la salle d'opéra donna une représentation pour les prisonniers libérés. L'opéra de Jersey continua à être utilisé comme salle de cinéma jusqu'en 1959. 
L'opéra changea ensuite de propriétaires et finalement fut repris par les États de Jersey en janvier 1995. Les États de Jersey engagèrent d'importants travaux de rénovation. Après un vaste programme de reconstruction et de rénovation, le nouveau théâtre a ouvert ses portes le 9 juillet 2000, exactement 100 ans jour pour jour avec le premier opéra donné en public. Malgré les rénovations et les différentes programmation, l'opéra de Jersey eut plusieurs périodes de relâches prolongées, qui entraînèrent des difficultés financières durant ces périodes de fermetures. 
En 2005, l'opéra ferme en raison d'un endettement de plusieurs centaines de milliers de livres. En novembre 2006, fut nommé un nouvel directrice à la tête de l'établissement, madame Jasmine Hendry. Depuis l'Opéra de Jersey propose une programmation très large englobant à la fois de l'opéra, des ballets, des comédies musicales, du théâtre, des spectacles pour enfants et des films.